# 신양여객
신양여객(新陽旅客)은 경상남도 창원시 마산합포구 현동로 252 (덕동동)에 위치한 창원시의 시내버스 운수업체이다.

## 차고지
- 경상남도 창원시 마산합포구 덕동동 (본사: 전 노선 시종착)

## 특징
1968년 4월 2일 신양운송(新陽運送)이라는 명칭으로 설립되어 1971년 1월 17일, 현재의 명칭으로 사명을 변경하였으며, 1977년부터 직영 체제로 전환되어 현재까지 유지되고 있다. 현재 입석형 차량 64대, 좌석형 차량 27대 도합 91대의 버스 차량을 보유하고 있다.
마창시내버스협의회 소속 업체로 1978년 공동운행 협정 체결 이후부터 마창진 3개 도시의 공동 배차에 참여하고 있다.

## 운행 노선

### 간선버스
- ● 105번 : 덕동공영차고지 ~ 대방동종점
- ● 115번 : 청솔아파트 ~ 평성종점
- ● 163번 : 덕동공영차고지 ~ 상리마을
- ● 5000번 : 월영아파트 ~ 불모산종점

### 지선버스
- ● 54번 : 월영아파트 ~ 마산대학
- ● 60번 : 마산역 ~ 옥계종점
- ● 75번 : 마산역 ~ 상평종점
- ● 240번 : 평성종점 ~ 수곡종점
- ● 253번 : 덕동공영차고지 ~ 호곡
- ● 254번 : 덕동공영차고지 ~ 마산대학
- ● 259번 : 덕동공영차고지 ~ 평성종점
- ● 270번 : 합성동 → 구암동 → 동마산시장 → 합성동

### 직행좌석버스
- ● 710번 : 마산대학 ~ 불모산종점
- ● 6000번 : 덕동공영차고지 ~ 성주사역

## 보유 차량
전 차량이 현대자동차의 버스 차종으로 운용한다.
- 현대 E-카운티
- 현대 뉴 슈퍼 에어로시티
- 현대 저상 뉴 슈퍼 에어로시티
- 현대 일렉시티